# Єврейський військовий союз

Прапор Єврейського військового союзу

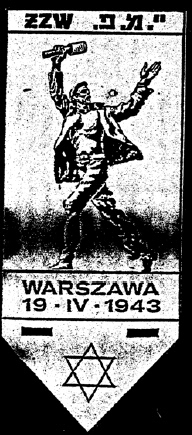
Нарукавні нашивки Єврейського військового Сюзан

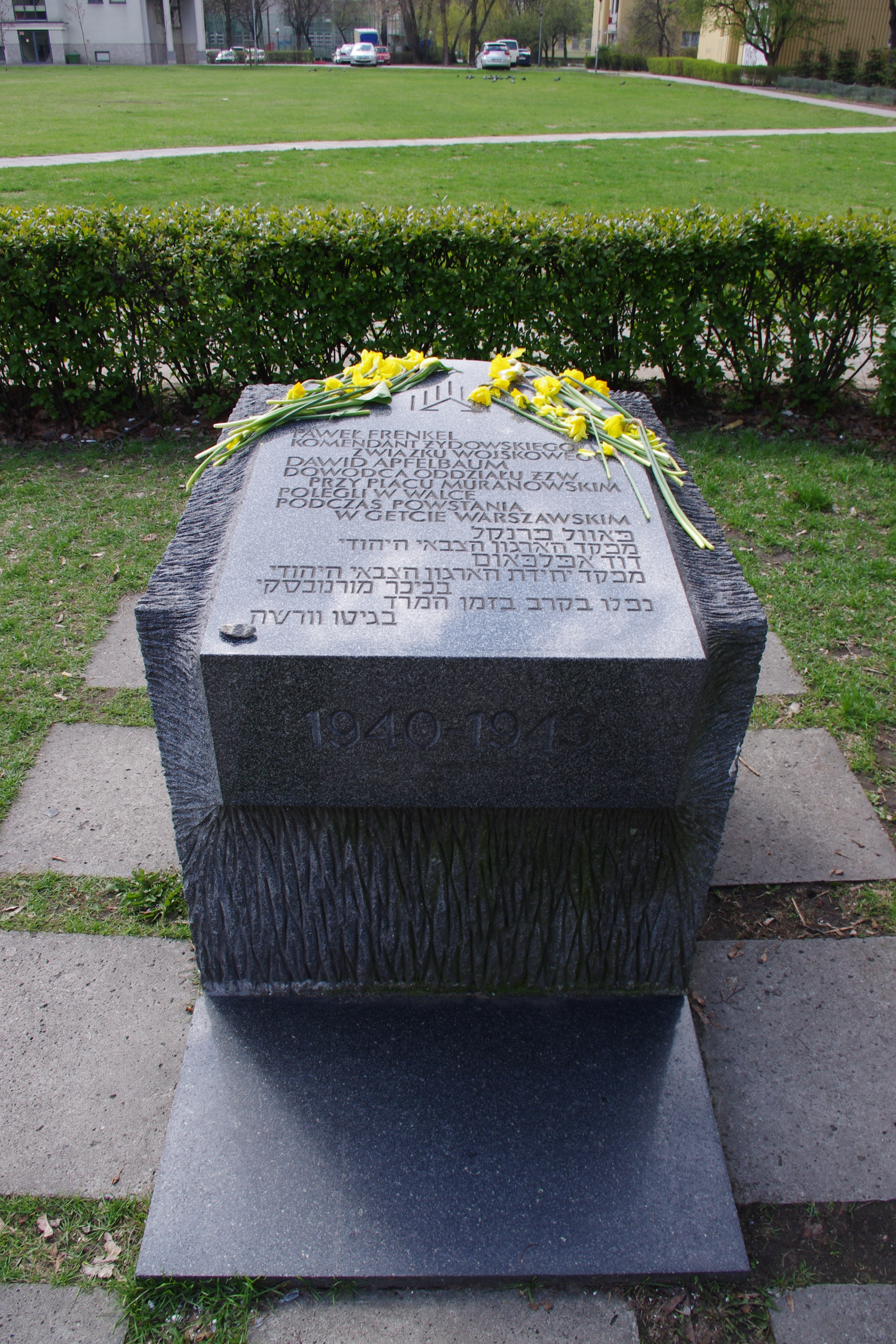
Пам'ятний камінь на честь командирів Єврейського військового союзу Павла Френкеля та Давида Апфельбаума, вул. Заменгофа, Варшава, Польща

Єврейський військовий союз (пол. Żydowski Związek Wojskowy, ŻZW, івр. ארגון צבאי יהודי)  — підпільна збройна організація польських євреїв під час II Світової війни. На початковому етапі складалася, на відміну від Єврейської бойової організації, з колишніх військовослужбовців Війська Польського. ŻZW підтримували єврейські праві організації.